# La rosa gialla del Texas
La rosa gialla del Texas (The Return of Jack Slade) è un film del 1955 diretto da Harold D. Schuster.
È un film western statunitense con John Ericson, Mari Blanchard e Neville Brand. È il seguito di Jack Slade l'indomabile del 1953 con Ericson che interpreta il figlio di Joseph Alfred "Jack" Slade, un noto pony express del vecchio West realmente esistito. A differenza del film originario, questo seguito è completamente fittizio.

## Produzione
Il film, diretto da Harold D. Schuster su una sceneggiatura di Warren Douglas, fu prodotto da Lindsley Parsons tramite la Lindsley Parsons Picture Corporation e girato in varie località in California, tra cui le Alabama Hills a Lone Pine e la Sierra Railroad a Jamestown, dal 1º aprile al 22 giugno 1955. Il titolo di lavorazione fu  Son of Slade.

## Colonna sonora
- The Yellow Rose of Texas - scritta da J.K., eseguita da Max Showalter

## Distribuzione
Il film fu distribuito con il titolo The Return of Jack Slade negli Stati Uniti dal 9 ottobre 1955 al cinema dalla Allied Artists Pictures.
Altre distribuzioni:
- in Giappone il 1º novembre 1955
- in Germania Ovest nel maggio del 1956 (Gelbe Rose von Texas)
- in Austria nel luglio del 1956 (Gelbe Rose von Texas)
- in Finlandia il 14 dicembre 1956 (Preerian keltainen ruusu)
- in Australia il 19 marzo 1959
- in Brasile (Assassino a Sangue Frio)
- nel Regno Unito (Texas Rose)
- in Italia (La rosa gialla del Texas)